# Bispora betulina
Bispora betulina är en lavart som först beskrevs av August Karl Joseph Corda, och fick sitt nu gällande namn av S. Hughes 1958. Bispora betulina ingår i släktet Bispora, divisionen sporsäcksvampar och riket svampar.   Inga underarter finns listade i Catalogue of Life.